# Доржиев, Бальжинима
Бальжинима Доржиев (род. 24 декабря 1950) — Заслуженный художник Российской Федерации (2004), Народный художник Республики Бурятия. Темой его живописных работ часто является природа Бурятии, женские образы. Отмечают умение художника работать с цветом, но он создаёт также графические работы.

## Биография
Бальжинима Доржиев родился в 1950 году в селе Улан-Булак Агинского Бурятского национального округа Читинской области. 
Окончил среднюю школу в посёлке Могойтуй, служил в Советской Армии, в 1975 году окончил Иркутское училище искусств (преподаватели В. В. Тетенькин, Л. Н. Гончар). 
В 1975—1981 годах обучался в Институте живописи, скульптуры и архитектуры им. И. Е. Репина (Ленинград), мастерская Е. Е. Моисеенко. 
С 1981 года работал в Художественно-производственных мастерских при Союзе художников Бурятии. 
Член Союза художников СССР с 1984 года. 
В 1985 году Доржиев был участником XII Всемирного фестиваля молодежи и студентов в Москве. 
С 1991 по 2013 годы — главный художник Бурятского государственного академического театра драмы им. Х. Намсараева. 
С 1981 — участник республиканских, зональных, всесоюзных, российских, зарубежных выставок. 
Произведения находятся в Художественном музее им. Ц. С. Сампилова (Улан-Удэ), в галерее «Ханхалаев» (Москва), галерее Виктора Бронштейна (Иркутск), в музеях г. Читы, г. Якутска, в Монголии, в фондах «Росизопропаганда», в частных коллекциях. Сын Бальжинимы Доржиева, Зорикто — также известный художник.

## Известные работы
- Портрет ветерана Халхин-Гола
- Аяншаад (Путешественники)
- Хун-шубуун (Царевна-лебедь)
- Хатан (Царица)
- Запахи детства
- Память